# Говерла (гурт)
Говерла — український фолк-метал-гурт, заснований 2006 року.

## Склад
- Яромисл — вокал, гітара, бас, клавішні, бек-вокал, програмування барабанів
- Гуцул — сопілка
- Твердомир — ударні

## Дискографія

### Альбоми
- Хуртовина (2010)
- Між минулим і майбутнім (2012)

### Сингли
- Меч Арея[1]